# Ducula lacernulata

La dúcula dorsioscura o dúcula de dorso oscuro (Ducula lacernulata) es un ave de la familia Columbidae.

## Distribución geográfica
Es endémico de las islas de la Sonda (Indonesia). Su hábitat natural son los bosques tropicales o subtropicales lluviosos.  

## Subespecies
Se reconocen las 3 siguientes:
- D. l. lacernulata (Temminck, 1822) - oeste y centro de Java
- D. l. williami (Hartert, 1896) - este de Java y Bali
- D. l. sasakensis (Hartert, 1896) - Lombok, Sumbawa y Flores

## Estado de conservación
Está amenazada por la pérdida de hábitat y por su caza.